# Campionat d'Europa d'atletisme de 2016
El Campionat d'Europa d'atletisme de 2016 fou la 23a edició del Campionat d'Europa d'atletisme organitzat sota la supervisió de l'Associació Europea d'Atletisme. La competició tingué lloc a Amsterdam (Països Baixos) entre els dies 6 i 10 de juliol.
En ser el 2016 un any Olímpic no es disputaren les proves de marxa atlètica. La marató fou substituïda per la mitja marató. No hi prenen part els atletes russos per estar suspesa la Federació Russa per part de l'Associació Internacional de Federacions d'Atletisme.

## Participants
En aquest campionat hi prenen part atletes procedents de 50 federacions de l'Associació Europea d'Atletisme. Rússia, suspesa, no hi pot participar. L'AEA accepta la participació de la russa Yuliya Stepanova com a atleta independent.
- Albània (2)
- Andorra (3)
- Armènia (3)
- Àustria (16)
- Azerbaidjan (5)
- Belarús (41)
- Bèlgica (34)
- Bòsnia i Hercegovina (5)
- Bulgària (19)
- Croàcia (11)
- Xipre (15)
- Txèquia (48)
- Dinamarca (12)
- Estònia (27)
- Finlàndia (37)
- França (70)
- Geòrgia (2)
- Alemanya (105)
- Gibraltar (2)
- Regne Unit (91)
- Grècia (40)
- Hongria (34)
- Atletes neutrals (EAA) (1)
- Islàndia (5)
- Irlanda (51)
- Israel (17)
- Itàlia (85)
- Kosovo (2)
- Letònia (17)
- Liechtenstein (1)
- Lituània (19)
- Luxemburg (2)
- Macedònia del Nord (1)
- Malta (3)
- Moldàvia (8)
- Mònaco (1)
- Montenegro (4)
- Països Baixos (65) (amfitrió)
- Noruega (57)
- Polònia (77)
- Portugal (37)
- Romania (27)
- San Marino (1)
- Sèrbia (11)
- Eslovàquia (27)
- Eslovènia (20)
- Espanya (87)
- Suècia (61)
- Suïssa (53)
- Turquia (55)
- Ucraïna (98)

## Proves

### Categoria masculina
| Esdeveniment | Or                                                                      | Or         | Plata                                                                     | Plata      | Bronze                                                                       | Bronze      |
| 100 metres llisos detalls | Churandy Martina (NED)                                                  | 10.07 SB   | Jak Ali Harvey (TUR)                                                      | 10.07      | Jimmy Vicaut (FRA)                                                           | 10.08       |
| 200 metres llisos detalls | Bruno Hortelano (ESP)                                                   | 20.45      | Ramil Guliyev (TUR)                                                       | 20.51      | Daniel Talbot (GBR)                                                          | 20.56       |
| 400 metres llisos detalls | Martyn Rooney (GBR)                                                     | 45.29      | Pavel Maslák (CZE)                                                        | 45.36      | Liemarvin Bonevacia (NED)                                                    | 45.41 SB    |
| 800 metres llisos detalls | Adam Kszczot (POL)                                                      | 1:45.18    | Marcin Lewandowski (POL)                                                  | 1:45.54    | Elliot Giles (GBR)                                                           | 1:45.54 PB  |
| 1500 metres llisos detalls | Filip Ingebrigtsen (NOR)                                                | 3:46.65    | David Bustos (ESP)                                                        | 3:46.90    | Henrik Ingebrigtsen (NOR)                                                    | 3:47.18     |
| 5.000 metres detalls | Ilias Fifa (ESP)                                                        | 13:40.85   | Adel Mechaal (ESP)                                                        | 13:40.85   | Richard Ringer (GER)                                                         | 13:40.85 SB |
| 10.000 metres detalls | Polat Kemboi Arıkan (TUR)                                               | 28:18.52   | Ali Kaya (TUR)                                                            | 28:21.42   | Antonio Abadía (ESP)                                                         | 28:26.07    |
| Mitja marató detalls | Tadesse Abraham (SUI)                                                   | 1:02:03    | Kaan Kigen Özbilen (TUR)                                                  | 1:02:27    | Daniele Meucci (ITA)                                                         | 1:02:38     |
| Mitja marató detalls | Suïssa                                                                  | 3:12:04    | Espanya                                                                   | 3:12:06    | Itàlia                                                                       | 3:12:41     |
| 110 metres tanques detalls | Dimitri Bascou (FRA)                                                    | 13.25      | Balázs Baji (HUN)                                                         | 13.28 NR   | Wilhelm Belocian (FRA)                                                       | 13.33       |
| 400 metres tanques detalls | Yasmani Copello (TUR)                                                   | 48.98      | Sérgio Fernández (ESP)                                                    | 49.06      | Kariem Hussein (SUI)                                                         | 49.10       |
| 3000 metres obstacles detalls | Mahiedine Mekhissi-Benabbad (FRA)                                       | 8:25.63    | Aras Kaya (TUR)                                                           | 8:29.91 PB | Yoann Kowal (FRA)                                                            | 8:30.79     |
| 4x100 metres relleus detalls | Regne UnitJames Dasaolu · Adam Gemili · James Ellington · Chijindu Ujah | 38.17      | FrançaMarvin René · Stuart Dutamby · Mickael-Meba Zeze · Jimmy Vicaut     | 38.38 SB   | AlemanyaJulian Reus · Sven Knipphals · Roy Schmidt · Lucas Jakubczyk         | 38.47       |
| 4x400 metres relleus detalls | Bèlgica · Julien WatrinJonathan Borlée · Dylan Borlée · Kévin Borlée    | 3:01:10 EL | Polònia · Rafał OmelkoKacper Kozłowski · Łukasz Krawczuk · Jakub Krzewina | 3:01:18 SB | Regne Unit · Rabah YousifDelano Williams · Jack Green · Matthew Hudson-Smith | 3:01:44 SB  |
| Salt d'alçada detalls | Gianmarco Tamberi (ITA)                                                 | 2.32       | Robbie Grabarz (GBR)                                                      | 2.29       | Chris Baker (GBR) · Eike Onnen (GER)                                         | 2.29        |
| Salt de perxa detalls | Robert Sobera (POL)                                                     | 5.60       | Jan Kudlička (CZE)                                                        | 5.60       | Robert Renner (SLO)                                                          | 5.50        |
| Salt de llargada detalls | Greg Rutherford (GBR)                                                   | 8.25       | Michel Tornéus (SWE)                                                      | 8.21 SB    | Ignisious Gaisah (NED)                                                       | 7.93        |
| Triple salt detalls | Max Hess (GER)                                                          | 17.20 EL   | Karol Hoffmann (POL)                                                      | 17.16 PB   | Julian Reid (GBR)                                                            | 16.76 SB    |
| Llançament de pes detalls | David Storl (GER)                                                       | 21.31 EL   | Michał Haratyk (POL)                                                      | 21.19      | Tsanko Arnaudov (POR)                                                        | 20.59 SB    |
| Llançament de disc detalls | Piotr Małachowski (POL)                                                 | 67.06      | Philip Milanov (BEL)                                                      | 65.71      | Gerd Kanter (EST)                                                            | 65.27 SB    |
| Llançament de javelina detalls | Zigismunds Sirmais (LAT)                                                | 86.66 PB   | Vítězslav Veselý (CZE)                                                    | 83.59      | Antti Ruuskanen (FIN)                                                        | 82.44       |
| Llançament de martell detalls | Paweł Fajdek (POL)                                                      | 80.93      | Ivan Tikhon (BLR)                                                         | 78.84      | Wojciech Nowicki (POL)                                                       | 77.53       |
| Decatló detalls | Thomas Van der Plaetsen (BEL)                                           | 8218       | Adam Helcelet (CZE)                                                       | 8157 SB    | Mihail Dudaš (SRB)                                                           | 8153        |
| AR Rècord del continent \| CR Rècord del campionat \| NR Rècord nacional \| OR Rècord olímpic \| PB/PR Millor marca personal/Rècord personal SB Millor marca personal de la temporada \| WL Millor marca mundial de l'any \| WR Rècord del món |                                                                         |            |                                                                           |            |                                                                              |             |

### Categoria femenina
| Esdeveniment | Or                                                                              | Or                | Plata                                                                     | Plata        | Bronze                                                                                 | Bronze      |
| 100 metres llisos detalls | Dafne Schippers (NED)                                                           | 10.90             | Ivet Lalova-Collio (BUL)                                                  | 11.20        | Mujinga Kambundji (SUI)                                                                | 11.25       |
| 200 metres llisos detalls | Dina Asher-Smith (GBR)                                                          | 22.37 SB          | Ivet Lalova-Collio (BUL)                                                  | 22.52 SB     | Gina Lückenkemper (GER)                                                                | 22.74       |
| 400 metres llisos detalls | Libania Grenot (ITA)                                                            | 50.73             | Floria Gueï (FRA)                                                         | 51.21        | Anyika Onuora (GBR)                                                                    | 51.47 SB    |
| 800 metres llisos detalls | Nataliya Pryshchepa (UKR)                                                       | 1:59.70           | Rénelle Lamote (FRA)                                                      | 2:00.19      | Lovisa Lindh (SWE)                                                                     | 2:00.37 PB  |
| 1500 metres llisos detalls | Angelika Cichocka (POL)                                                         | 4:33.00           | Sifan Hassan (NED)                                                        | 4:33.76      | Ciara Mageean (IRL)                                                                    | 4:33.78     |
| 5.000 metres llisos detalls | Yasemin Can (TUR)                                                               | 15:18.15          | Meraf Bahta (SWE)                                                         | 15:20.54     | Stephanie Twell (GBR)                                                                  | 15:20.70    |
| 10.000 metres llisos detalls | Yasemin Can (TUR)                                                               | 31:12.86 EL, EU23 | Dulce Félix (POR)                                                         | 31:19.03 PB  | Karoline Bjerkeli Grøvdal (NOR)                                                        | 31:23.45 PB |
| Mitja marató detalls | Sara Moreira (POR)                                                              | 1:10:19           | Veronica Inglese (ITA)                                                    | 1:10:35      | Jéssica Augusto (POR)                                                                  | 1:10:55     |
| Mitja marató detalls | Portugal                                                                        | 3:33:53           | Itàlia                                                                    | 3:36:38      | Turquia                                                                                | 3:39:59     |
| 100 metres tanques detalls | Cindy Roleder (GER)                                                             | 12.62 EL          | Alina Talay (BLR)                                                         | 12.68        | Tiffany Porter (GBR)                                                                   | 12.76       |
| 400 metres tanques detalls | Sara Slott Petersen (DEN)                                                       | 55.12 SB          | Joanna Linkiewicz (POL)                                                   | 55.33        | Lea Sprunger (SUI)                                                                     | 55.41       |
| 3000 metres obstacles detalls | Gesa-Felicitas Krause (GER)                                                     | 9:18.85 EL        | Luiza Gega (ALB)                                                          | 9:28.52 NR   | Özlem Kaya (TUR)                                                                       | 9:35.05 SB  |
| 4x100 metres relleus detalls | Països BaixosJamile Samuel · Dafne Schippers · Tessa van Schagen · Naomi Sedney | 42.04 NR          | Regne UnitAsha Philip · Dina Asher-Smith · Bianca Williams · Daryll Neita | 42.45 SB     | AlemanyaTatjana Pinto · Lisa Mayer · Gina Luckenkemper · Rebekka Haase                 | 42.48       |
| 4x400 metres relleus detalls | Regne UnitEmily Diamond · Anyika Onuora · Eilidh Doyle · Seren Bundy-Davies     | 3:25.05 WL        | FrançaPhara Anacharsis · Brigitte Ntiamoah · Marie Gayot · Floria Guei    | 3:25.96 SB   | ItàliaMaria Benedicta Chigbolu · Maria Enrica Spacca · Chiara Bazzoni · Libania Grenot | 3:27.49 SB  |
| Salt d'alçada detalls | Ruth Beitia (ESP)                                                               | 1.98 SB           | Mirela Demireva (BUL) · Airinė Palšytė (LTU)                              | 1.96 1.96 SB | No etregada                                                                            | No etregada |
| Salt de perxa detalls | Ekaterini Stefanidi (GRE)                                                       | 4.81 CR           | Lisa Ryzih (GER)                                                          | 4.70 SB      | Angelica Bengtsson (SWE)                                                               | 4.65 SB     |
| Salt de llargada detalls | Ivana Španović (SRB)                                                            | 6.94              | Jazmin Sawyers (GBR)                                                      | 6.86         | Malaika Mihambo (GER)                                                                  | 6.65        |
| Triple salt detalls | Patricia Mamona (POR)                                                           | 14.58 NR          | Hanna Minenko (ISR)                                                       | 14.51        | Paraskevi Papachristou (GRE)                                                           | 14.47       |
| Llançament de pes detalls | Christina Schwanitz (GER)                                                       | 20.17 EL          | Anita Márton (HUN)                                                        | 18.72        | Emel Dereli (TUR)                                                                      | 18.22       |
| Llançament de disc detalls | Sandra Perković (CRO)                                                           | 69.97             | Julia Fischer (GER)                                                       | 65.77        | Shanice Craft (GER)                                                                    | 63.89       |
| Llançament de javelina detalls | Tatsiana Khaladovich (BLR)                                                      | 66.34 NR          | Linda Stahl (GER)                                                         | 65.25 SB     | Sara Kolak (CRO)                                                                       | 63.50 NR    |
| Llançament de martell detalls | Anita Włodarczyk (POL)                                                          | 78.14             | Betty Heidler (GER)                                                       | 75.77 SB     | Hanna Skydan (AZE)                                                                     | 73.83       |
| Heptatló detalls | Anouk Vetter (NED)                                                              | 6626 NR           | Antoinette Nana Djimou (FRA)                                              | 6458 SB      | Ivona Dadic (AUT)                                                                      | 6408 NR     |
| AR Rècord del continent \| CR Rècord del campionat \| NR Rècord nacional \| OR Rècord olímpic \| PB/PR Millor marca personal/Rècord personal SB Millor marca personal de la temporada \| WL Millor marca mundial de l'any \| WR Rècord del món |                                                                                 |                   |                                                                           |              |                                                                                        |             |

## Medaller
País amfitrió 
| Posició | País          | Or | Plata | Bronze | Total |
| 1       | Polònia       | 6  | 5     | 1      | 12    |
| 2       | Alemanya      | 5  | 4     | 7      | 16    |
| 3       | Regne Unit    | 5  | 3     | 8      | 16    |
| 4       | Turquia       | 4  | 5     | 3      | 12    |
| 5       | Països Baixos | 4  | 1     | 2      | 7     |
| 6       | Espanya       | 3  | 4     | 1      | 8     |
| 7       | Portugal      | 3  | 1     | 2      | 6     |
| 8       | França        | 2  | 5     | 3      | 10    |
| 9       | Itàlia        | 2  | 2     | 3      | 7     |
| 10      | Bèlgica       | 2  | 1     | 0      | 3     |
| 11      | Suïssa        | 2  | 0     | 3      | 5     |
| 12      | Belarús       | 1  | 2     | 0      | 3     |
| 13      | Noruega       | 1  | 0     | 2      | 3     |
| 14      | Croàcia       | 1  | 0     | 1      | 2     |
| 14      | Grècia        | 1  | 0     | 1      | 2     |
| 14      | Sèrbia        | 1  | 0     | 1      | 2     |
| 17      | Dinamarca     | 1  | 0     | 0      | 1     |
| 17      | Letònia       | 1  | 0     | 0      | 1     |
| 17      | Ucraïna       | 1  | 0     | 0      | 1     |
| 20      | Txèquia       | 0  | 4     | 0      | 4     |
| 21      | Bulgària      | 0  | 3     | 0      | 3     |
| 22      | Suècia        | 0  | 2     | 2      | 4     |
| 23      | Hongria       | 0  | 2     | 0      | 2     |
| 24      | Albània       | 0  | 1     | 0      | 1     |
| 24      | Israel        | 0  | 1     | 0      | 1     |
| 24      | Lituània      | 0  | 1     | 0      | 1     |
| 27      | Àustria       | 0  | 0     | 1      | 1     |
| 27      | Azerbaidjan   | 0  | 0     | 1      | 1     |
| 27      | Estònia       | 0  | 0     | 1      | 1     |
| 27      | Finlàndia     | 0  | 0     | 1      | 1     |
| 27      | Irlanda       | 0  | 0     | 1      | 1     |
| 27      | Eslovènia     | 0  | 0     | 1      | 1     |
|         | Total         | 46 | 47    | 46     | 139   |